# Craniophora paragrapha
Craniophora paragrapha is een vlinder uit de familie uilen (Noctuidae). De wetenschappelijke naam van deze soort is voor het eerst geldig gepubliceerd in 1874 door Felder.
De soort komt voor in tropisch Afrika.